# Zacharias von Neuhaus

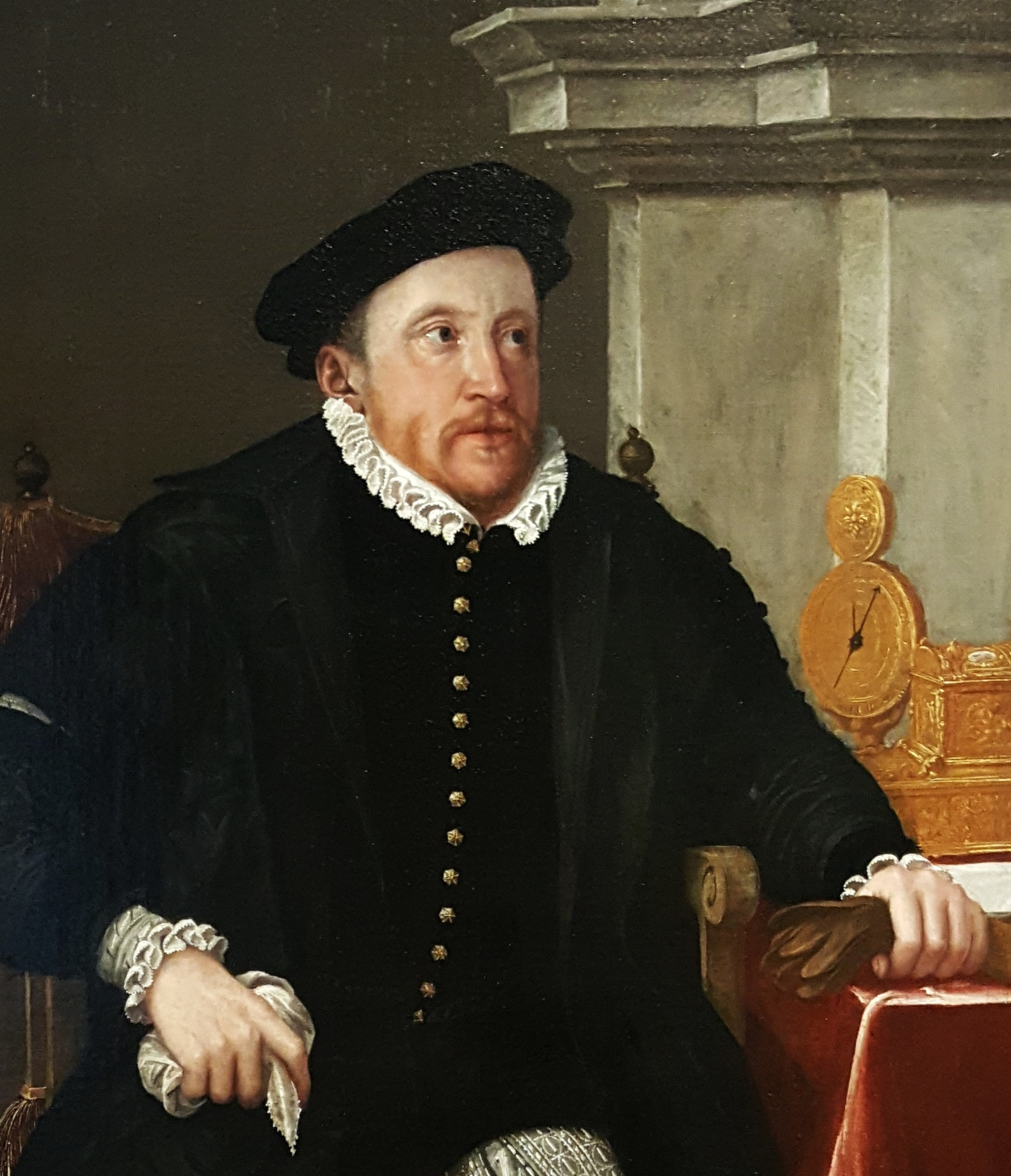
Zacharias von Neuhaus (1572?)

Zacharias von Neuhaus (auch Zacharias von Hradec; tschechisch Zachariaš z Hradce; * 1527; † 6. Februar 1589) war 1558–1566 und 1572–1587 Oberstkämmerer und 1567–1572 Landeshauptmann von Mähren. Er entstammte der Teltscher Linie der Herren von Neuhaus.

## Leben
Seine Eltern waren Adam I. von Neuhaus und Anna von Rosental (Anna z Rožmitála a Blatné). Beim Tod des Vaters 1531 war Zacharias erst vier Jahre alt, weshalb er und seine Geschwister zunächst unter die Vormundschaft ihrer Mutter und weiterer Adliger gestellt wurden. Ab 1546 übernahm der ältere Bruder Joachim die Regentschaft sowie die Verwaltung der Besitzungen. Nachdem Zacharias die Volljährigkeit erreicht hatte, teilte Joachim 1550 das väterliche Erbe auf, wobei Zacharias Slavonice, Strmilov und Kunžak sowie Teltsch erhielt. Im selben Jahr schlossen Joachim und Zacharias einen Erbvertrag, wonach einer den anderen beerben sollte, falls einer von ihnen ohne männlichen Nachkommen sterben würde. Obwohl ihnen der Kaiser am 2. Juni 1551 eine Audienz gewährte, bei der Zacharias zum Kammerherrn und sein Bruder Joachim zum Geheimen Rat ernannt wurden, bestätigte der Kaiser den zwischen den Brüdern geschlossenen Erbvertrag erst kurz vor seinem Tode 1564.
1553 vermählte sich Zacharias mit Katharina von Waldstein, wodurch Zacharias die Herrschaften Polná, Ronov mit Přibyslav und Borova mit dem Klosterbesitz Pohled zufielen. 1558–1566 und 1572–1587 bekleidete Zacharias das Amt des mährischen Oberstkämmerers. Zwischenzeitlich war er von 1567 bis 1572 Landeshauptmann von Mähren. Im Jahre 1574 überschrieb ihm sein Mündel, Katharina von Ludanitz, als Ausgleich ihrer Schuld die Herrschaft Rokytnice. Diese verkaufte er drei Jahre später an Joachim Haugwitz von Biskupitz.
Zacharias residierte auf der Burg Teltsch, die er von dem italienischen Baumeister Antonio Ericer zu einem Renaissance-Schloss umbauen ließ. Seine Besitzungen verwaltete er klug und umsichtig. Er soll der reichste Magnat Mährens gewesen sein und hinterließ sieben Herrschaften mit fünf Städten, elf Městys, 112 Dörfern, eine Schatzkammer und bares Geld. Da er seinen einzigen Sohn Meinhard überlebte, fielen die Besitzungen nach Zacharias’ Tod 1589 entsprechend der Erbvereinbarung von 1550 an seinen Neffen Adam II. von Neuhaus. Nach seinem Tod wurde er in der Allerheiligenkapelle des Teltscher Schlosses beigesetzt. Die Zeit seiner Regentschaft wird als das Goldene Zeitalter von Teltsch bezeichnet.

## Familie
Zacharias von Neuhaus war in erster Ehe mit Katharina von Waldstein verheiratet. Mit ihr hatte er den Sohn
- Meinhard/Menhart Lev na Polné († 1579)

Nach Katharinas Tod 1571 vermählte sich Zacharias mit Anna von Schleinitz (Anna ze Šlejnic). Mit ihr hatte er die Tochter
- Katharina/Kateřina, verheiratet mit Ladislav Berka von Dubá

## Belege
1. ↑  Obec Rokytnice. tschechisch, abgerufen am 8. Januar 2015.

| Personendaten    | Personendaten                                                                |
| ---------------- | ---------------------------------------------------------------------------- |
| NAME             | Zacharias von Neuhaus                                                        |
| ALTERNATIVNAMEN  | Zacharias von Hradec; Zachariaš z Hradce                                     |
| KURZBESCHREIBUNG | böhmischer Adliger, mährischer Oberstkämmerer und Landeshauptmann von Mähren |
| GEBURTSDATUM     | 1527                                                                         |
| STERBEDATUM      | 6. Februar 1589                                                              |